# Generální guvernér Pákistánu
Generální guvernér Pákistánu byla funkce, jejíž vykonavatel byl stálý zástupce krále Jiřího VI. (1947–1952) a později královny Alžběty II. (1952–1956) na pákistánském území. Funkce byla stvořena po rozpadu Britské Indie v roce 1947 a zanikla v roce 1956, kdy byla v Pákistánu vyhlášena republika. Pákistánští generální guvernéři byli de facto hlavami státu. Prvním člověkem v této funkci se stal Muhammad Alí Džinnáh; poslední, v pořadí čtvrtý generální guvernér Iskandar Mírza z úřadu odstoupil v březnu 1956, načež se stal 1. pákistánským prezidentem.

## Seznam generálních guvernérů
| Jméno                | Portrét | Nástup do funkce | Konec funkce    | Životní data                            | Politická příslušnost |
| -------------------- | ------- | ---------------- | --------------- | --------------------------------------- | --------------------- |
| Muhammad Alí Džinnáh |         | 15. srpna 1947   | 11. září 1948   | 25. prosince 1876 – 11. září 1948       | Muslimská liga        |
| Chádža Názimuddín    |         | 14. září 1948    | 17. října 1951  | 19. července 1894 – 22. října 1964      | Muslimská liga        |
| Ghulám Muhammad      |         | 17. října 1951   | 6. října 1955   | 20. dubna 1895 – 12. září 1956          |                       |
| Iskandar Mírza       |         | 6. října 1955    | 23. března 1956 | 13. listopadu 1899 – 12. listopadu 1969 | Republikánská strana  |